# 伊東二郎丸

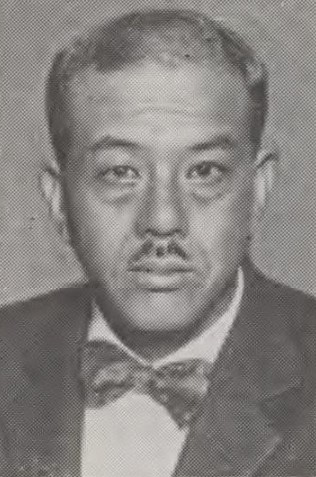
伊東二郎丸

伊東 二郎丸（いとう じろまる、1883年（明治16年）8月29日 - 1969年（昭和44年）11月2日）は、大正から昭和期の実業家、政治家、華族。貴族院子爵議員。

## 経歴
東京府で海軍中将・伊東祐麿の二男として生まれた。父の死去に伴い、1906年（明治39年）3月14日、子爵を襲爵した。
学習院高等学科を経て、1910年（明治43年）7月、東京帝国大学法科大学法律学科（英法）を卒業。1912年、日本製鋼所に入社し室蘭に転居。その後、イギリスに2年間留学し、帰国後、高砂商工銀行取締役に就任。電気化学工業取締役なども務めた。
水野直子爵の導きで政界を志し、東京帝大在学中に尚友会に入会。1923年（大正12年）8月11日、貴族院子爵議員補欠選挙で当選し、研究会に所属。水野直の推薦で1925年（大正14年）に加藤高明内閣の海軍参与官に就任。以後、第1次若槻内閣・海軍参与官、濱口内閣・陸軍政務次官、鈴木貫太郎内閣・外務政務次官、社会保険調査会委員、地方分与税委員会委員、外務省委員、学習院評議会会員などを歴任した。貴族院議員に四期在任して1946年（昭和21年）5月9日に辞職した。同年公職追放となった。

## 著作
- 『貴族院改革の諸問題』亜細亜評論社、1938年。

## 親族
- 妻：登世（とせ、原六郎長女）[1]
  - 長男：英麿（1914年（大正3年）11月21日 - 1986年（昭和61年）2月14日、海軍主計少佐）[1]
  - 長男妻：文子（1919年（大正8年）10月26日 - 、保阪潤治三女）[11]
    - 長女：美都子（1943年（昭和18年）4月15日 - 、高木靖信の妻）[11]
    - 次女：久美子（1947年（昭和22年）1月27日 - 、高木直行の妻）[11]

  - 長女：敦子（小林米三夫人）[1]